# Eugene Cernan
Eugene Andrew "Gene" Cernan (Chicago, 14 de março de 1934 – Houston, 16 de janeiro de 2017) foi um astronauta norte-americano que esteve no espaço por três vezes, na última delas como comandante da Apollo 17, a última das missões do Programa Apollo a pousar na Lua. Morreu em 16 de janeiro de 2017, aos 82 anos.

## Carreira

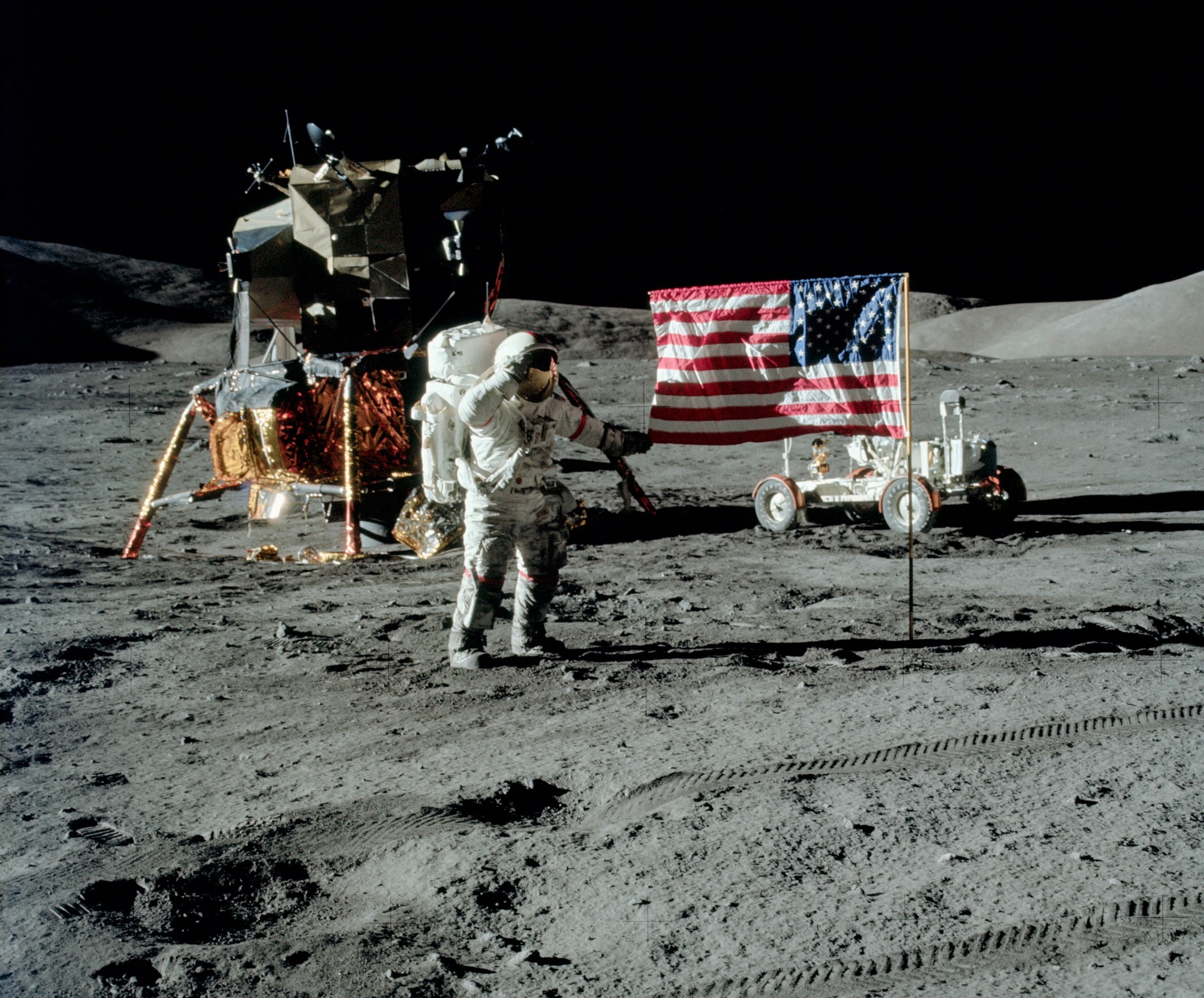
Eugene Cernan na lua durante a missão Apollo 17 em 17 de dezembro de 1972.

Cernan foi o 11º astronauta a pisar em solo lunar e seu copiloto e geólogo Harrison Schmitt o 12º e último de todos os que exploraram o satélite, já que, como comandante, ele era o primeiro a descer da nave. Entretanto, Cernan exibe até hoje o título — que é o nome do livro com as memórias de suas viagens espaciais — de O Último Homem na Lua — já que, também por ser o comandante, foi o último a reentrar no Módulo Lunar Apollo para a viagem de volta, sendo suas as últimas pegadas humanas feitas na superfície lunar em 1972. Cernan também ficou conhecido por afirmar que a muralha da China é a única construção feita pelo homem que é visível da Lua. Tal afirmação foi desmentida em 2003 pelo astronauta chinês Yang Liwei, que disse ter ficado decepcionado ao descobrir que não é possível ver a grande muralha da China do espaço.
Integrante dos programas Gemini e Apollo, Gene Cernan viajou para a Lua em duas ocasiões diferentes, a primeira apenas sobrevoando o satélite na Apollo 10 e a segunda comandando a Apollo 17, pousando na região de Taurus-Littrow. Nesta missão, ele e Harrison Schmitt passaram três períodos em atividades extraveiculares na superfície, cobrindo um total de 22 horas fora do módulo lunar Challenger, em comparação com as duas horas dos pioneiros Neil Armstrong e Edwin Aldrin, três anos antes. Também quebraram os recordes de quantidade de material geológico trazido de volta e dirigiram mais de 35 km com o jipe lunar pela superfície de Taurus- Littrow.
Quando Cernan se preparava para subir a escada do módulo Challenger, de volta para casa, ele disse as palavras que se tornaram as últimas de um ser humano na face da Lua:
| “ | No momento em que deixamos a Lua e Taurus-Littrow, partimos como chegamos, e se for a vontade de Deus voltaremos com paz e esperança para toda a Humanidade. Quando dou estes últimos passos para fora da superfície lunar, gostaria de lembrar que o desafio da América de hoje forjou o destino do homem do amanhã. Deus abençoe a tripulação da Apollo 17. | ” |

## Biografia

### Primeiros anos e educação
Cernan nasceu em 14 de março de 1934 em Chicago, Illinois, filho de Andrew George Cernan (1904–1967) e Rose Cernan (sobrenome de solteira: Cihlar; 1898–1991). Seu pai era de ascendência eslovaca e sua mãe possuía ascendência tcheca. Ele tinha uma irmã mais velha, Dolores Ann (1929–2019).
Cernan cresceu nas cidades de Bellwood e Maywood, ambas no estado americano de Illnois. Ele foi escoteiro e ganhou a patente de segunda classe.
Depois de estudar o ensino básico na McKinley Elementary School e finalizar o ensino médio na Proviso Township High School na cidade de Maywood em 1952, ele estudou na Universidade Purdue, se tornando um membro da república Phi Gamma Delta, ocupando o cargo de tesoureiro. Na universidade, Cernan também foi presidente da Quarterdeck Society e da Scabbard and Blade, além de ser membro das sociedades de honra Phi Eta Sigma e Tau Beta Pi. O futuro astronauta também participou do comitê do baile militar e foi membro da sociedade de liderança e honra Skull and Crescent. Depois de completar o segundo ano, aceitou uma bolsa de estudos parcial da Marinha que necessitava que ele servisse a bordo do navio USS Roanoke nos últimos anos de seus estudos na universidade. Em 1956, Cernan se graduou com um bacharelado (Bachelor of Science) em engenharia elétrica, com sua avaliação final sendo de 5.1/6.0.
De acordo com um comunicado da família divulgado pela Nasa, Cernan morreu por problemas de saúde em 16 de Janeiro de 2017, aos 82 anos.